# Olivella (Vilobí del Penedès)
L'Olivella o turó de Vilobí o puig de les Guixeres de Dalt és una muntanya de 332 metres que es troba al municipi de Vilobí del Penedès, a la comarca de l'Alt Penedès. Conserva els Pèlags de Vilobí del Penedès.